# Koupaliště Ressl

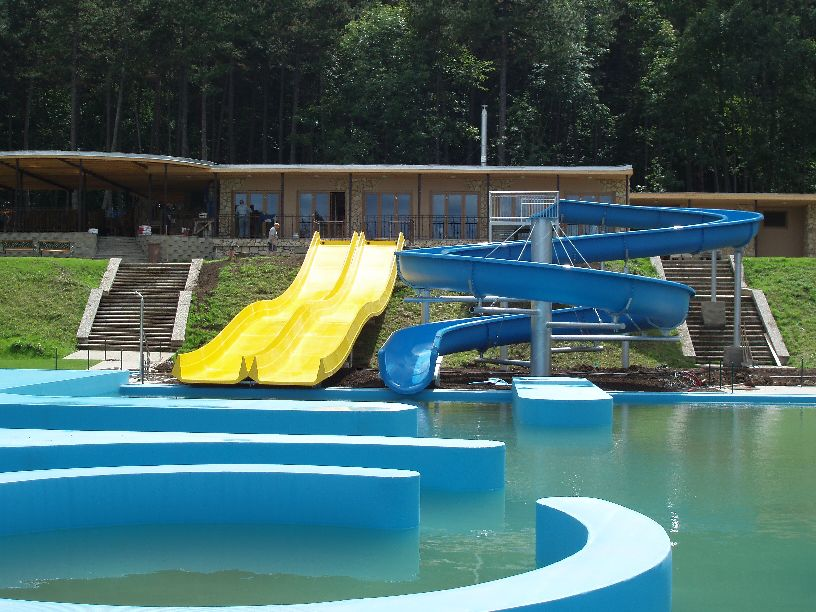
Tobogán na koupališti Ressl

Koupaliště Ressl se nachází na úpatí stejnojmenného vrchu Ressl v severozápadním okraji města Mostu v okrese Most v Ústeckém kraji.

## Další informace
Letní koupaliště Ressl je nejstarší ze všech čtyř mosteckých veřejných koupališť. Vzniklo už v 60. letech 20. století, kdežto nádrž Benedikt se začala napouštět v roce 1973, předchůdce dnešního Aquadromu zahájil činnost ještě o tři roky později a nádrž Matylda v Souši byla zprovozněna až v 90. letech 20. století.
Koupaliště disponuje umělým bazénem, kolem něhož je travnatý břeh. V roce 2006 prošel areál celkovou modernizací poté, co byl před tím několik let uzavřen. Vedle bazénu bylo opraveno i zázemí areálu (šatny a sociální zařízení). K dispozici je plavecký bazén (hloubka 1,6 m) a bazén atrakcí. Součástí bazénu atrakcí je divoká řeka, dojezd tobogánu a masážní lavice. Nově byl vybudován dětský bazén s vodním hřibem. V prostoru koupaliště je restaurace s letní terasou a rovněž různá sportoviště na minigolf, pétanque, tenisové kurty a hřiště na plážový volejbal.